# وارطان اوسکانیان
وارطان میناسی اوسکانیان (ارمنی: Վարդան Մինասի Օսկանյան؛ ۷ فوریهٔ ۱۹۵۵) یک سیاست‌مدار اهل ارمنستان بود. وی در بین سال‌های ۱۹۹۸ تا ۲۰۰۸ وزیر امور خارجه ارمنستان بود. وی بنیانگذار سازمان ناسودبر Civilitas Foundation می‌باشد. اوسکانیان از ارمنی‌های سوریه می‌باشد. وی نماینده دوره پنجم مجلس ملی جمهوری ارمنستان بوده‌است.